# Amor Ben Yahia
Amor Ben Yahia, Amor Benyahia (arab. عمر بن يحي; ur. 1 lipca 1985 w Kibili) – tunezyjski lekkoatleta specjalizujący się w biegu na 3000 metrów z przeszkodami.
Brązowy medalista igrzysk frankofońskich w Bejrucie (2009). W 2011 bez powodzenia startował na mistrzostwach świata w Daegu oraz zajął 4. miejsce podczas igrzysk panarabskich w Dosze. Uczestnik igrzysk olimpijskich w Londynie (2012). Rok później został mistrzem igrzysk śródziemnomorskich w Mersin. W 2015 stanął na najwyższym stopniu podium światowych wojskowych igrzysk sportowych w Mungyeong.
Wielokrotny mistrz Tunezji. Stawał na podium otwartych mistrzostw Francji oraz Rumunii.
Rekord życiowy w biegu na 3000 metrów z przeszkodami: 8:14,05 (28 czerwca 2013, Mersin – były rekord Tunezji).

## Osiągnięcia
| Rok  | Impreza                             | Miejsce        | Lokata     | Wynik   |
| ---- | ----------------------------------- | -------------- | ---------- | ------- |
| 2009 | Mistrzostwa panarabskie             | Damaszek       | 4. miejsce | 8:50,21 |
| 2009 | Igrzyska frankofońskie              | Bejrut         | 3. miejsce | 8:48,30 |
| 2011 | Mistrzostwa świata                  | Daegu          | eliminacje | 8:30,02 |
| 2011 | Igrzyska panarabskie                | Doha           | 4. miejsce | 8:47,18 |
| 2012 | Igrzyska olimpijskie                | Londyn         | eliminacje | 8:22,70 |
| 2013 | Igrzyska śródziemnomorskie          | Mersin         | 1. miejsce | 8:14,05 |
| 2014 | Mistrzostwa Afryki                  | Marrakesz      | 5. miejsce | 8:44,61 |
| 2015 | Mistrzostwa panarabskie             | Manama         | 3. miejsce | 8:31,28 |
| 2015 | Mistrzostwa świata                  | Pekin          | eliminacje | 8:43,11 |
| 2015 | Światowe wojskowe igrzyska sportowe | Mungyeong      | 1. miejsce | 8:24,68 |
| 2016 | Igrzyska olimpijskie                | Rio de Janeiro | –          | DNF     |
| 2019 | Mistrzostwa świata                  | Doha           | eliminacje | 8:26,12 |